# Söğüt
Söğüt è una città della Turchia, centro dell'omonimo distretto della provincia di Bilecik.

## Storia
La città ha costituito la prima capitale dell'impero ottomano, dal 1299 al 1326.Il villaggio di Söğüt più tardi si trasformò in una città che fu la capitale della tribù Osmanli fino alla cattura della città bizantina di Bursa nel 1325, quando la capitale fu spostata nei molto più lussuosi palazzi dei bizantini.
Söğüt è stato il luogo di nascita del sultano Osman I. 
Fu conquistata da Ertuğrul per il Sultanato di Rum dall'Impero di Nicea negli anni 1299.

## Monumenti e luoghi d'interesse
- Museo di Ertuğrul